# Rzepliński Kanał
Rzepliński Kanał (Struga Rzeplińska) – kanał wodny w województwie zachodniopomorskim, w powiecie stargardzkim, w gminie Dolice i Gminie Stargard. Kanał jest równoległy do biegu rzeki Iny, jego zadaniem jest odwadnianie bagnistej doliny tej rzeki. Regulacji naturalnego cieku o podobnym przebiegu dokonano w XIX wieku, ale do czasów obecnych funkcjonuje określenie Struga Rzeplińska. Około kilometra powyżej ujścia wód do Iny koryto Rzeplińskiego Kanału jest połączone poprzez zastawki z korytem Małej Iny, w przypadku przyboru wód tej rzeki część z nich jest odprowadzana do Rzeplińskiego Kanału, a nim do Iny. Rzepliński Kanał jest oznaczany na wszystkich mapach regionu, mimo iż nie jest to ciek o dużym przepływie wód.